# Les Envahisseurs de l'espace
Pour plus de détails, voir Fiche technique et Distribution.
Les Envahisseurs de l'espace (ゲゾラ・ガニメ・カメーバ 決戦! 南海の大怪獣, Gezora Ganime Kameba Kessen! Nankai no Kaijuu) est un film japonais de Ishirō Honda sorti en 1970.

## Synopsis
Une station spatiale est infiltrée par des aliens et s'écrase ensuite sur une île du Pacifique. Un groupe de promoteurs immobilier décide de construire un hôtel sur l'île et découvre qu'elle est peuplée par des monstres géants créés par les aliens dans une tentative de conquête de la Terre.

## Fiche technique
- Titre : Les Envahisseurs de l'espace
- Titre original : Gezora Ganime Kameba Kessen! Nankai no Kaijuu (ゲゾラ・ガニメ・カメーバ 決戦! 南海の大怪獣?)
- Titre anglais : Space Amoeba
- Réalisation : Ishirō Honda
- Scénario : Ei Ogawa
- Photographie : Taiichi Kankura
- Musique : Akira Ifukube
- Production : Tomoyuki Tanaka
- Sociétés de distribution : Tōhō (Japon) ; American International Pictures (USA) ; Metro-Goldwyn-Mayer (USA)
- Pays d'origine : Japon
- Langue : japonais
- Format : Couleur
- Genre : Action, science-fiction
- Durée : 84 minutes
- Date de sortie :
  -  Japon : 8 août 1970
- Monstres : Gezora, Ganime, Kamoebas

## Distribution
- Akira Kubo : Taro Kudo
- Atsuko Takahashi : Ayako Hoshino
- Yukiko Kobayashi : Saki, native girl
- Kenji Sahara : Makoto Obata
- Yoshio Tsuchiya : Dr. Kyoichi Mida
- Yū Fujiki : Promotion Division Manager
- Noritake Saito : Rico, the guide
- Yūko Sugihara : Stewardess
- Sachio Sakai : The Editor
- Chōtarō Tōgin : Yokoyama, an agent
- Wataru Ōmae : Sakura
- Tetsu Nakamura : Chieftain Ombo
- Yukihiko Gondō : Islander
- Shigeo Katō : Islander
- Rinsaku Ogata : Islander
- Haruo Nakajima : Gezora - Kameba
- Haruyoshi Nakamura : Ganime
- Seiji Onaka : Islander